# Seelyville
Seelyville és una població dels Estats Units a l'estat d'Indiana. Segons el cens del 2000 tenia 1.182 habitants.

## Demografia
Segons el cens del 2000, Seelyville tenia 1.182 habitants, 491 habitatges, i 326 famílies. La densitat de població era de 530,7 habitants/km².
Dels 491 habitatges en un 32,2% hi vivien nens de menys de 18 anys, en un 53% hi vivien parelles casades, en un 9,2% dones solteres, i en un 33,6% no eren unitats familiars. En el 27,1% dels habitatges hi vivien persones soles el 10,6% de les quals corresponia a persones de 65 anys o més que vivien soles. El nombre mitjà de persones vivint en cada habitatge era de 2,38 i el nombre mitjà de persones que vivien en cada família era de 2,9.
Per edats la població es repartia de la següent manera: un 24,1% tenia menys de 18 anys, un 8,3% entre 18 i 24, un 29,5% entre 25 i 44, un 24,5% de 45 a 60 i un 13,6% 65 anys o més.
L'edat mediana era de 37 anys. Per cada 100 dones de 18 o més anys hi havia 95,9 homes.
La renda mediana per habitatge era de 35.114 $ i la renda mediana per família de 45.167 $. Els homes tenien una renda mediana de 31.000 $ mentre que les dones 21.326 $. La renda per capita de la població era de 17.588 $. Entorn del 3,5% de les famílies i el 7,4% de la població estaven per davall del llindar de pobresa.

## Poblacions més properes
El següent diagrama mostra les poblacions més properes.